# Radio Ga Ga
«Radio Ga Ga» — песня британской рок-группы Queen из альбома The Works 1984 года. Написана барабанщиком Роджером Тейлором.
Как писали многие критики[какие?], песня очень точно отображает состояние тогдашнего британского радиовещания. Несмотря на отзывы критиков («Безобразная чушь!» — отозвался журнал NME), сама по себе песня оказалась очень заразительной и поднялась до второй строчки хит-парада Британии и до первой в 19 странах мира. Песня исполнялась практически на всех концертах группы, в том числе и на легендарном концерте «Live Aid», когда ритм припева песни отбивало в ладоши 70 000 человек.
Песня попала в сборник Greatest Hits II.

## История
В первоначальном варианте песня называлась «Radio Ca-Ca» — эту фразу произнёс маленький ребёнок Роджера Тейлора. Тейлор писал эту песню для своего сольного альбома, заперевшись на три дня в студии с синтезатором Roland Jupiter-8 и драм-машиной. Остальные члены группы разглядели в ней потенциальный хит, дописали слова и инструментальные партии, в частности, изменив и название на «Radio Ga Ga».
Тейлор объяснил, каким образом возникла идея использования в разработанном группой сценарии видеоклипа кадров из «Метрополиса»: «Джорджо Мородер купил авторские права на фильм „Метрополис“ и захотел, чтобы мы написали к нему песню. Песню мы написали и отдали в обмен на право использовать некоторые кадры из фильма». Права на трансляцию этих кадров пришлось выкупать у ГДР.

## Видеоклип
В клипе использованы кадры из фильма «Метрополис» и кинохроники времён Второй мировой войны. После вступления появляется вся группа, сидящая в летающем автомобиле.
Фредди Меркьюри сидит впереди, как и Роджер Тейлор, а Брайан Мэй и Джон Дикон — сзади. С момента вступления и до слов «So don’t become some background noise» клип чёрно-белый, далее клип «приобретает» цвет, и на экране появляется поющий Фредди Меркьюри в чёрных брюках и в красном костюме. Во время припева опять появляется вся группа и фанаты «Queen», переодетые в белые костюмы: все вместе они отбивают ритм припева песни. Эта идея понравилась многим слушателям «Queen», и впоследствии на каждом концерте группы зрители хлопали в ладоши во время припева.
Во время исполнения второго куплета использовались кадры из более ранних клипов Queen: «Bohemian Rhapsody», «Somebody to Love», «Tie Your Mother Down», «We Are the Champions», «Don’t Stop Me Now», «Crazy Little Thing Called Love», «Save Me», «Play the Game», «Flash’s Theme» и «Back Chat». Гитарное соло Брайана Мэя появляется в конце песни, исполненное приемом слайд. После окончания гитарной партии Фредди поёт слова «You had your time — you had the power. You’ve yet to have your finest hour. Radio…», музыка постепенно затихает, и клип заканчивается.

## В массовой культуре
- В 1997 году хореограф Морис Бежар использовал песню, наравне с другими произведениями группы «Queen», в своём балете «Дом священника»[8][9].
- Американская певица Леди Гага взяла свой псевдоним в честь этой песни[10][11]. По её словам, она обожает Queen и их хит «Radio Ga Ga», поэтому она его и выбрала[12].

## Чарты
| Чарт (1984)                        | Наивысшее место |
| ---------------------------------- | --------------- |
| Australia (Kent Music Report)      | 2               |
| Австрия (Ö3 Austria Top 40)        | 2               |
| Бельгия/Фландрия (Ultratop 50)     | 1               |
| Канада (RPM Top Singles)           | 11              |
| Denmark (Årets Singlehitliste)     | 1               |
| Europe (Eurochart Hot 100)         | 1               |
| Finland (Suomen virallinen lista)  | 1               |
| France (IFOP)                      | 28              |
| Ирландия (IRMA)                    | 1               |
| Italy (Musica e Dischi)            | 1               |
| Нидерланды (Dutch Top 40)          | 1               |
| Нидерланды (Single Top 100)        | 2               |
| Новая Зеландия (Recorded Music NZ) | 4               |
| Норвегия (VG-lista)                | 2               |
| Portugal (AFP)                     | 1               |
| South Africa (Springbok Radio)     | 4               |
| Spain (AFYVE)                      | 6               |
| Швеция (Sverigetopplistan)         | 1               |
| Швейцария (Schweizer Hitparade)    | 3               |
| Великобритания (OCC UK Singles)    | 2               |
| США (Billboard Dance Club Songs)   | 28              |
| US Billboard Hot 100               | 16              |
| US Cash Box                        | 14              |
| ФРГ (GfK)                          | 2               |

| Чарт (2018)                         | Наивысшее место |
| ----------------------------------- | --------------- |
| Canada (Hot Canadian Digital Songs) | 25              |
| Франция (SNEP)                      | 164             |
| Италия (FIMI)                       | 80              |
| Япония (Billboard Japan Hot 100)    | 37              |
| US Hot Rock Songs (Billboard)       | 17              |

| Chart (2019)                  | Peak position |
| ----------------------------- | ------------- |
| US Hot Rock Songs (Billboard) | 23            |

| Чарт (1984)                           | Место |
| ------------------------------------- | ----- |
| Australia (Kent Music Report)         | 32    |
| Austria (Ö3 Austria Top 40)           | 22    |
| Belgium (Ultratop 50 Flanders)        | 34    |
| Canada Top Singles (RPM)              | 78    |
| Netherlands (Dutch Top 40)            | 32    |
| Netherlands (Single Top 100)          | 23    |
| Switzerland (Schweizer Hitparade)     | 25    |
| UK Singles (Gallup Poll)              | 26    |
| US Cash Box                           | 100   |
| West Germany (Official German Charts) | 25    |

| Чарт (2019)                   | Место |
| ----------------------------- | ----- |
| US Hot Rock Songs (Billboard) | 55    |

| Чарт (2019) Место             |    |
| ----------------------------- | -- |
| US Hot Rock Songs (Billboard) | 53 |

## Сертификации
| Регион                                                                      | Сертификация | Продажи   |
| --------------------------------------------------------------------------- | ------------ | --------- |
| Дания (IFPI Danmark)                                                        | Золотой      | 45 000    |
| Италия (FIMI)                                                               | Платиновый   | 50 000    |
| Великобритания (BPI)                                                        | Платиновый   | 600 000   |
| США (RIAA)                                                                  | Платиновый   | 1 000 000 |
| Данные о продажах + прослушиваниях приведены только на основе сертификации. |              |           |